# Blair’s 16 Million Reserve
Blair’s 16 Million Reserve ist laut dem Guinness-Buch der Rekorde das schärfste Gewürz der Welt. Es wurde von Blair’s Sauces and Snacks angeboten.
Tatsächlich ist die Substanz aber kein Gewürz, sondern ein chemischer Reinstoff: Eine Flasche enthält 1 ml Capsaicin-Kristalle. Capsaicin ist die Referenzsubstanz der Scoville-Skala zur Schärfe-Bestimmung von Paprika- und Chilifrüchten. Die Skala endet mit dem höchsten Wert von 16 Millionen Scoville für reines Capsaicin.
Die Substanz ist so außerordentlich scharf, dass sie zum Verzehr ungeeignet ist. Der Hersteller empfiehlt die Verwendung nur zu Versuchszwecken und rät Schutzhandschuhe und Augenschutz an. Das Angebot kann als Werbegag angesehen werden und ist primär für Sammler von Chilis und scharfen Soßen interessant.
Blair’s 16 Million Reserve wird seit Anfang 2014 nicht mehr angeboten. Es wurde lediglich eine limitierte Edition mit 999 Einheiten produziert und verkauft. Der Preis lag bei 199 US-Dollar. Im pharmakologischen Großhandel gibt es entsprechende Mengen reinen Capsaicins für unter 100 Euro.